# 水蒸气
水蒸氣（也称氛气），是水（H2O）的气体形式。当水达到沸点时，水就变成水蒸氣。水蒸气在空气中是无色的。在海平面一标准大气压下，水的沸点为100°C或212°F或373.15K。当水在沸点以下时，水也可以缓慢地蒸发成水蒸氣。而在極低壓環境下（小於0.006大气压），冰會直接昇华變水蒸氣。水蒸气之密度为 0.59764 千克/立方米（100°C/212°F，101330Pa）。
水蒸氣可能會造成温室效应，是一种温室气体。

## 地球大氣層的水蒸氣
氣態水是大氣很小但重要的組成部分。大約有99.99％是在對流層中。冷凝水蒸氣到液體或冰的階段主要由雲，雨，雪，雾，和其他沉澱物完成，而所有這些也是最重要的天氣要素。
霧和雲的形成，通過縮合周圍雲凝結核。若是在缺乏核的狀態，凝結只能發生在更低的溫度上。在持續凝結或沉積后，雲滴或雪花形成，并促成它們達到了臨界質量。
平流層的水蒸氣平均停留時間是10天左右。水的補充、降水、蒸發，是海洋，湖泊，河流和植物蒸騰及其他生物和地質過程作用的結果。
測量水蒸氣濃度表示為特定的濕度或相對濕度。如果降水立即凝結，那么在整個地球表面，年全球平均水蒸氣只會帶來約25毫米的降水。然而，年平均降水量約1米，這表明在水在空氣中快速周轉。水汽在大气层中能形成类似海洋中洋流的水汽通道，并且在一定的时间一个范围内存在固定的水汽输送总量，这意味着一个地方过度降水后，将会使得另一些区域获得不到充沛的降水。
雖然火山排放的氣體差距很大，但是，水蒸氣始終是最常見的火山氣體，通常火山噴發有超過60％的排放量為水蒸氣。

### 雷达和卫星成像
由于水分子吸收微波和其他无线电波的信号，通过水时大气中的雷达信号会衰减。此外，大气中的水能否反射和折射信号，在一定程度上取决于它的状态是、气态、液态还是固态。
一般来说，当它们穿过对流层时，雷达信号传送越远将逐渐减弱强度。空气中的一些成分对于某些频率是不透明的，导致不同频率的信号衰减速率不同。无线电波用于广播和其他的通讯传输时也具有相同的效果。
水蒸气比水的其他两个状态对雷达的影响较小。在水滴和冰晶状态下，水被作为棱镜。虽然一个单独的分子无法成为棱镜，然而，在大气中的水蒸气的存在下，就能形成一个巨大的棱镜。
GOES-12卫星图像的对比，显示相对于海洋，云和地球各大洲的大气水汽分布。行星周围的蒸汽，分布不均。

### 閃電產生
在閃電的產生中水蒸氣起到了關鍵作用。通常，地球大氣層上的雲是真正的靜電發電機。但雲有大量的電能的直接决定因素是水蒸氣存在於本地系統的數額。
水蒸氣的數額將直接影响空氣的介電係數。在低濕度的狀態，靜電放電是快速、容易的。但在高濕度的狀態，靜電放電的發生次数減少。然而，介電係數和電容一起作用，可以生產出电压兆瓦的閃電。
例如經過雲时，它便開始以自己的方式成為一個閃電發生器，在大氣中水蒸氣充當絕緣體的作用從而降低雲的電能。經過了一定的時間之后，如果雲層繼續生成和存儲更多的靜電，大氣水蒸氣將最終导通云存儲的電能。以被控地區閃電的形式，將這種能量釋放到地面。且每次放電強度直接與大氣介電係數、電容、以及雲層的發電能力相關。

### 外星的水蒸氣
光彩的彗星尾巴很大程度上來自水蒸氣。接近太陽時，彗星上的許多冰昇華為一些反射陽光的蒸氣。天文學家可以從光的亮度推斷出彗星的水含量進而了解彗星距離太陽的距离。明亮的尾巴在寒冷和遙遠的彗星上可能是以一氧化碳的形式昇華。
科學家研究火星後假設：如果水的運動與行星有關，那麽，它作爲蒸氣時亦然。大多數的水在火星上以冰的形式存在在北極。在火星的夏季，這些冰会昇華，使大量的季節性風暴向赤道運送大量水成爲可能。
一顆命名為CW Leonis的大質量恆星被發現有大量水蒸氣環繞。美國航天局的衛星旨在研究星球雲層光譜，從而確定它的化學成分。這非常有希望，“水蒸氣往往從彗星軌道表面蒸發”。
在太陽系外行星的飛馬座的HD 209458 B，經光譜分析，首次提供了證據，太陽系以外的星球大氣中也有水蒸氣存在。

### 水蒸氣凝結
常見的實例就是當你從冰箱拿出飲料時，過沒多久就會發現瓶身有許多小水珠，這是由於空氣中的水蒸氣遇到冷的瓶子而凝結。還有一個常見的就是當你在燒水煮飯時，開火的瞬間也會發現有水氣附著在鍋身，這是因為開火時，鍋子周遭的水蒸氣溫度瞬間升高，但鍋子溫度沒有上升那麼快，導致溫度高的水蒸氣附著凝結在相對較冷的鍋子上，等到鍋子溫度也上升到一定後，就又蒸發了。

## 测量
测量介质中的水蒸汽数量可以做直接或远程测量，具有不同程度的准确性。电磁吸收远程方法可以测量的行星大气层。直接方法可以使用电子传感器，或是蘸水的温度计或吸湿性材料的物理性质，化学性质、尺寸变化。
|                    | 介质          | 温度范围（摄氏度） | 测量不准确度   | 典型测量频率              | 系统成本 | 注释 |
| 悬挂式湿度计       | 空气          | -10到50            | 低到中度       | 每小时                    | 低       | |
| 星基光谱           | 空气          | -80到60            | 低             |                           | 非常高   | |
| 电容式传感器       | 空气/气态     | -40到50            | 中度           | 2到0.05赫兹               | 中       | 容易成为饱和/随着时间推移污染 |
| 预热的电容式传感器 | 空气/气态     | -15到50            | 中度到低       | 2到0.05赫兹（依赖于温度） | 中等到高 | 容易发生成为饱和/随着时间推移污染 |
| 电阻式传感器       | 空气/气态     | -10到50            | 中度           | 60秒                      | 中       | 容易发生污染 |
| 氯化锂湿敏元件     | 空气          | -30到50            | 中度           | 连续                      | 中       | |
| 氯化钴（II）       | 空气/气态     | 0到50              | 高             | 5分钟                     | 非常低   | 经常使用湿度指示卡 |
| 吸收光谱           | 空气/气态     |                    | 中度           |                           | 高       | |
| 氧化铝             | 空气/气态     |                    | 中度           |                           | 中       | 请参阅水份分析 |
| 氧化硅             | 空气/气态     |                    | 中度           |                           | 中       | 请参阅水份分析 |
| 压电吸附           | 空气/气态     |                    | 中度           |                           | 中       | 请参阅水份分析 |
| 电解               | 空气/气态     |                    | 中度           |                           | 中       | 请参阅水份分析 |
| 毛发湿度计         | 空气          | 0到40              | 高             | 连续                      | 低到中等 | 受温度的影响。长时间高浓度会有负面作用。 |
| 浊度计             | 空气/其他气体 |                    | 低             |                           | 非常高   | |
| 肠膜（牛腹膜）     | 空气          | -20到30            | 适中（带调整） | 慢，在较低温度下更慢      | 低       | 参考：WMO气象仪器和观测方法指南 ＃8 2006年（页1.12-1）（WMO Guide to Meteorological Instruments and Methods of Observation #8 2006, (pages 1.12-1)） |
| 莱曼-α             |               |                    |                | 高频                      | 高       | http://amsglossary.allenpress.com/glossary/search?id=lyman-alpha-hygrometer1 （页面存档备份，存于） 需要频繁的校准                                   |
| 重量法湿度计       |               |                    | 非常低         |                           | 非常高   | 通常是主要来源，美国、英国、欧盟及日本独立制定标准。                                                                                                 |
|                    | 介质          | 温度范围（摄氏度） | 测量精度       | 典型测量频率              | 系统成本 | 注释 |

## 外部連結
- 各种状态蒸汽的分类 （页面存档备份，存于）
- 测量水蒸气：一个来自国家科学数字图书馆的课程计划